# Tropidophis leonae
Tropidophis leonae — вид змій родини земляних удавів (Tropidophiidae). Описаний у 2023 році.

## Назва
Вид названо на честь домініканської біологині Йоланди Леон.

## Поширення
Ендемік острова Гаїті. Описаний з сухих лісів у Бараона на південному заході Домініканської Республіки.

## Опис
Середнього розміру земляний удав (SVL 362—389 мм) з тонким габітусом (тіло дещо стиснуте з боків), характерною шиєю та довгою мордою, маленькими очима, великою кількістю черевної луски, блідим дорсальним забарвленням від жовто-коричневого до світло-коричневого. Коричневий малюнок на спині складається лише з чотирьох рядів коричневих плям, середні плями іноді стикаються або зливаються, а бічний ряд плям набагато менший і тьмяніший; вентральна частина тіла блідо-жовта.